# Cage Against the Machine
Cage Against the Machine var en välgörenhetskampanj under julen 2010 där man försökte samla in pengar genom att placera en nyinspelning av John Cages tysta komposition 4′33″ som juletta på den brittiska singellistan, UK Singles Chart. Om man klarade detta skulle man hålla borta The X Factors Matt Cardle från förstaplatsen, vilket också var själva grundtanken med kampanjen. Pengarna, som man fick in via donationer när människor laddade ner kompositionen från utvalda tjänster, skulle gå till utvalda välgörenhetsorganisationer.

## Bakgrund
Initiativtagarna till Cage Against the Machine var artisten David Hilliard, hans fru Julie och vännen John Rogers. Utgångspunkten var en grupp på Facebook och de har i dagsläget fått ihop nästan 100 000 fans på facebooksidan.
Namnet Cage Against the Machine är en ordvits (John Cage + Rage Against the Machine = Cage Against the Machine) med rötterna i en brittisk internetkampanj från december 2009. Då startades en facebookgrupp i vilken man uppmanade folk att köpa Rage Against the Machines låt Killing in the Name. Detta för att förhindra The X Factors Joe McElderry att nå förstaplatsen på singellistan under julveckan.

## Så gick det
Nyinspelningen av 4′33″ hamnade dock aldrig på plats nummer ett, utan låg som bäst på plats 21. Förstaplatsen togs återigen av The X Factor och detta gjorde man med Matt Cardle, vinnaren av The X Factor 2010, och låten ”When We Collide”.

## Välgörenhetsorganisationerna
C.A.L.M. - Campain Against Living Miserably arbetar för att försöka minska självmordsfrekvensen bland män.
Youth Music -  Youth Music hjälper barn och ungdomar som inte fått någon bra start i livet att upptäcka möjligheterna till gemenskap och kreativitet genom musik.
British Tinnitus Association  Tinnitus - Tinnitus kan upplevas så plågsamt att självmord ibland kan kännas som enda utvägen. Brittiska Tinnitusförbundet får krissamtal dygnet runt.
Nordoff Robbins -  Nordoff Robbins använder sig av musikterapi för att hjälpa funktionshindrade eller sjuka barn och vuxna.
Sound and Music -  Sound and Music marknadsför experimenterande musik och ljudkonst. De vill framhäva det komplexa och djärva och få publiken att lyssna på ett nytt sätt.